# Szexmisszió
A Szexmisszió 1983-ban készült (1984-ben bemutatott), nagysikerű lengyel szatirikus sci-fi filmkomédia.

## Történet
Két férfit, Maxot (Jerzy Stuhr) és Albertet (Olgierd Łukaszewicz) 1991-ben egy tudományos kísérlet keretében hibernáltak. A tervek szerint néhány évet kellett volna eltölteniük ebben az állapotban, de amikor 2044-ben felébredtek, kiderült, hogy egy posztnukleáris világba, egy női falanszterbe kerültek. Addigra az emberek már visszavonultak a föld alá, és egy sugárzás miatt a férfiak állítólag mind kihaltak. A rémült nők, akik férfit még nem láttak korábban soha, minél előbb meg akarnak szabadulni a váratlan vendégektől.
Sok váratlan fordulat után helyreáll a kétnemű emberiség világrendje.

## Szereplők

A két férfi a nők fogságában

| Szereplő                       | Színész              | Magyar hang        |
| ------------------------------ | -------------------- | ------------------ |
| Maksymilian (Max) Paradys      | Jerzy Stuhr          | Koroknay Géza      |
| Albert Starski                 | Olgierd Łukaszewicz  | Rátóti Zoltán      |
| Lamia Reno                     | Bożena Stryjkówna    | Básti Juli         |
| Emma Dax                       | Bogusława Pawelec    | Pápai Erika        |
| Tekla                          | Hanna Stankówna      | Menszátor Magdolna |
| Berna                          | Beata Tyszkiewicz    | Császár Angela     |
| Dr. Jadwiga Yanda              | Ryszarda Hanin       | Zolnay Zsuzsa      |
| Őexcellenciája                 | Wiesław Michnikowski | Némethy Ferenc     |
| Julia Novack                   | Barbara Ludwiżanka   | Komlós Juci        |
| tévériporter                   | Dorota Stalińska     | Dallos Szilvia     |
| Wiktor Kuppelweiser professzor | Janusz Michałowski   | Dobránszky Zoltán  |